# Macbrideina peruviana
Macbrideina  es un género monotípico de plantas con flores perteneciente a la familia de las rubiáceas. Incluye una sola especie: Macbrideina peruviana Standl. (1929). Es nativa de Colombia y Perú.

## Distribución
Es un arbusto o pequeño árbol que se encuentra en la vertiente occidental de la Cordillera Central en Colombia y Perú.

## Taxonomía
Macbrideina peruviana fue descrita por Paul Carpenter Standley y publicado en Tropical Woods 20: 25, en el año 1929.
Etimología
Macbrideina: nombre genérico que fue otorgado en honor del botánico estadounidense James Francis Macbride.
peruviana: epíteto geográfico que alude a su localización en Perú